# Wo Long: Fallen Dynasty
Wo Long: Fallen Dynasty (яп. ウォーロン フォールン ダイナスティ; укр. Ву Лон: Полегла династія) — історична фентезійна рольова відеогра 2023 року, розроблена японською студією Team Ninja та видана японською компанією Koei Tecmo 3 березня 2023 року на таких платформах, як: Microsoft Windows, PlayStation 4, PlayStation 5, Xbox One та Xbox Series X/S.
Події гри відбуваються під час занепаду династії Хань, а сюжет розгортається навколо неназваного протагоніста, солдата ополчення, що веде битви з історичними персонажами та істотами з китайської міфології, що були зіпсовані демонічною енергією Ці. Загалом, проєкт отримав схвальні відгуки з похвалою за бойову систему й продалася тиражем понад 1 мільйона одиниць до квітня 2023 року.

## Ігровий процес
Wo Long: Fallen Dynasty — це рольова відеогра в жанрі екшн. На початку гри гравці можуть створити та налаштувати власний аватар гравця, а також обрати одну з п'яти «фаз». Гра пропонує два варіанти атак з близької відстані. Щоб досягти успіху в бою, гравці повинні відбивати атаки, використовуючи свою зброю ближнього бою, оскільки це створить для них можливість протистояти атакам супротивника. Кожен ворог має «Моральний ранг», який вказує на те, наскільки складним буде бойове зіткнення. Складніші вороги будуть скидати ціннішу здобич. Коли гравці здійснюють атаки впритул, їхній рівень духу буде поступово заповнюватися. Зрештою, гравці можуть використовувати «атаки духу», що дозволяють їм застосовувати спеціальні бойові прийоми або заклинання стихій. Гравці також можуть вибрати одного з п'яти «Божественних звірів», включаючи Цілінь, Бай-ху, Цін-лун, Чжу Цюе і Сюань-ву. Ці звірі можуть допомагати гравцям під час бою або надавати пасивні переваги гравцям за допомогою «Резонансу Божественного звіра».
Як і Nioh, гра значною мірою лінійна. У міру проходження гри гравці будуть зустрічати Бойові прапори, розкидані по всьому світу. Гравці можуть використовувати їх, щоб зберегти прогрес, або використовувати «Справжню Ці», ігрову форму досвіду, щоб покращити своїх персонажів і розблокувати нові здібності. На відміну від серії Nioh, Wo Long має кнопку стрибка, що ще більше полегшує дослідження і бій. У грі також є кооперативний багатокористувацький режим, в якому гравці можуть викликати друга на допомогу під час бою.

## Сюжет
Дії відеогри Wo Long: Fallen Dynasty відбуваються 184 року нашої ери в Китаї за часів династії Хань, яка зараз близька до зникнення. Демони мучать Три Королівства. Безіменний солдат ополчення бореться за власне виживання.

## Огляди
| Агрегатор  | Оцінка                                 |
| ---------- | -------------------------------------- |
| Metacritic | (PC) 79/100 (PS5) 81/100 (XSXS) 79/100 |

| Видання               | Оцінка  |
| --------------------- | ------- |
| Destructoid           | 9/10    |
| Digital Trends        | [ 9 ]   |
| Game Informer         | 8.75/10 |
| GameSpot              | 8/10    |
| GamesRadar+           | [ 12 ]  |
| Hardcore Gamer        | 4.5/5   |
| IGN                   | 8/10    |
| NME                   | [ 15 ]  |
| PC Gamer (США)        | 89/100  |
| PCGamesN              | 8/10    |
| Push Square           | [ 18 ]  |
| RPGFan                | 86/100  |
| Shacknews             | 9/10    |
| Video Games Chronicle | [ 21 ]  |
| VG247                 | [ 22 ]  |

Wo Long: Fallen Dynasty отримала «загалом позитивні» відгуки, згідно з агрегатором рецензій Metacritic.
Polygon оцінили систему моралі, написавши, що це «винахідливий поворот формули Soulslike, оскільки вона показує, наскільки складним буде той чи інший матч здалеку — без необхідності вмирати безліччю безглуздих смертей, занурюючись з головою у випадкові сутички». Rock, Paper, Shotgun сподобалося, як він зробив надмірну складність Nioh керованою: «Wo Long розплутує багато негараздів Nioh, впорядковуючи речі, щоб зробити акт відмічання місій не тільки радістю, але й радістю, яка не загрожує повним колапсом мозку». Eurogamer похвалив сетинг, але розкритикував надмірну систему здобичі, вважаючи її «залишком» від Nioh. Порт для ПК критикували за низьку продуктивність і непрацююче управління мишею.

## Продажі
Версія Wo Long: Fallen Dynasty стала другим бестселером роздрібної торгівлі протягом першого тижня після релізу в Японії, продавши 30 132 фізичні копії. Версія для PlayStation 4 стала шістнадцятим бестселером роздрібної торгівлі в Японії протягом того ж тижня, продавши 17 699 фізичних копій.
До квітня 2023 року було продано понад 1 мільйон копій гри.